# Khorech
Le khorech (ou khoresh ; en persan : خورش) est un terme générique pour désigner les ragoûts dans la cuisine persane et turque. Le mot est un substantif du verbe خوردن (xordan, « manger ») et signifie littéralement « repas ». Le mot est souvent mal orthographié khorecht (persan : خورشت), cette faute est attribuable à la linguistique d'hypercorrection. Une alternative rare est khoricht.
Khorech fait généralement référence à différents ragoûts de la cuisine iranienne, et est généralement servi avec du polo (riz). Dans la cuisine iranienne, il existe de nombreux khorech avec de nombreux ingrédients. Les khorech végétariens sont communs. Les ragoûts iraniens se caractérisent par l'utilisation de safran pour donner un caractère distinctif et parfumé. Les khorech les plus populaires sont le khorech gheimeh, le khorech ghormeh sabzi et le khorech fessendjan.

## Variétés
- Khorech bademdjan : ragoût composé d'aubergines, d'un gigot d'agneau désossé ou de ragoût de bœuf ou de poulet, d'oignon, de curcuma, de purée  de tomate et de tomates moyennes entières.
- Khorech bademdjan lapeh : même ragoût que le précédent avec en plus des pois jaunes cassés et de l'advieh.

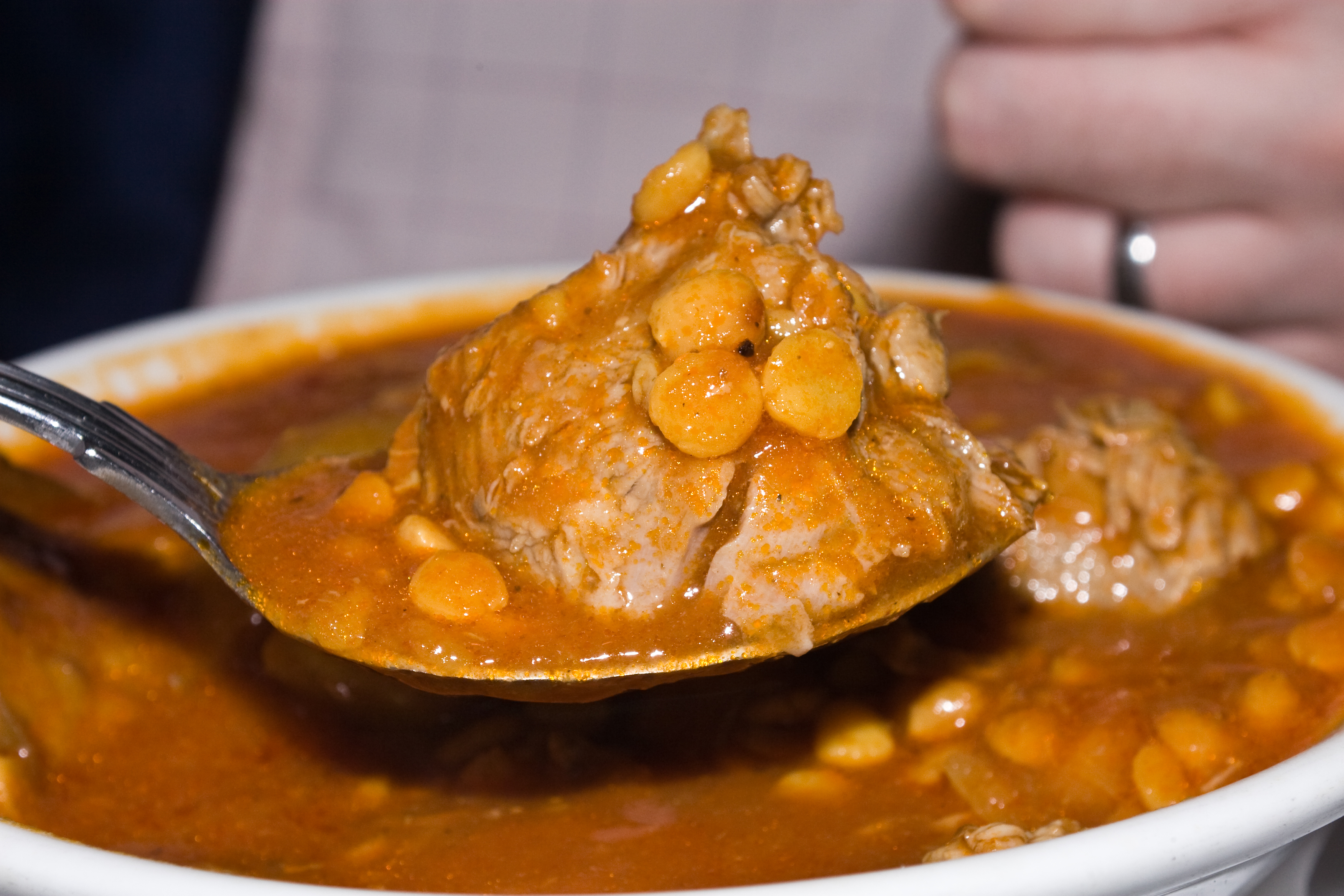
Khorech bademdjan.

- Khorech bamieh : ragoût d'agneau ou de bœuf aux gombos, accompagné de pommes de terre, d'oignons, de jus de citron frais et de concentré de tomate.
- Khorech bamieh lapeh : identique au ragoût précédent avec l'ajout de pois cassés jaunes et dadvieh.
- Khorech beh : morceaux d'agneau cuits avec des tranches ou des cubes de coings et des pois cassés jaunes ; ce plat est toujours servi avec du riz[1].
- Khorech alou esfenadj : ragoût aux pruneaux et aux épinards.
- Khorech fessendjan ou fessendjoun : se compose de canard, de poulet ou encore de boulettes de bœuf, de noix, d'oignons, de mélasse de grenade et de sucre.
- Khorech havidj : ragoût aux carottes.
- Khorech kadou : poêlée de tranches de courgettes coupées en long, viande d'agneau, de bœuf ou de poulet, d'oignon, de purée de tomate et de tomates entières.
- Khorech qartch : ragoût aux champignons.

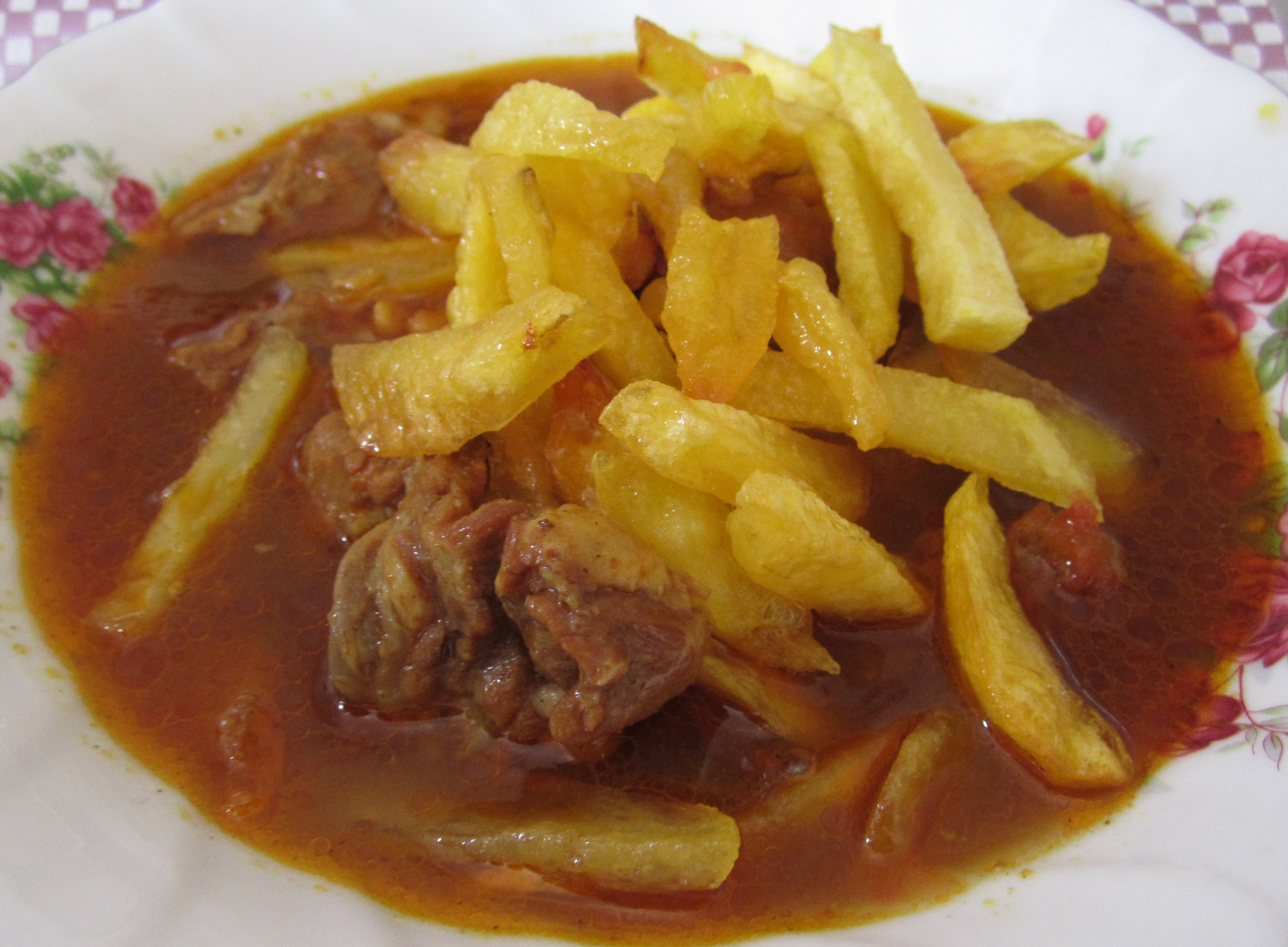
Khorech-e gheimeh.

- Khorech gheimeh : ragoût d'agneau ou de bœuf accompagné de pois cassés, d'oignons, de pommes de terre, de purée de tomate et de citrons séchés.
- Khorech ghormeh sabzi : avec des haricots rouges, du fenugrec frais, du persil, de la coriandre, des oignons ou des poireaux, un gigot d'agneau désossé, de l'oignon séché et du citron.
- Khorech kangar.
- Khorech karafs : ragoût d'agneau ou de bœuf, accompagné de céleri, d'oignons, de jus de citron frais, de menthe et de persil.
- Khorech loubia sabz : ragoût aux haricots verts.
- Khorech rivas : ragoût à la rhubarbe.
- Khorech alou : ragoût aux pruneaux.

Le sel, le poivre, l'advieh et l'huile sont également utilisées pour la préparation de ces plats.

## Galerie

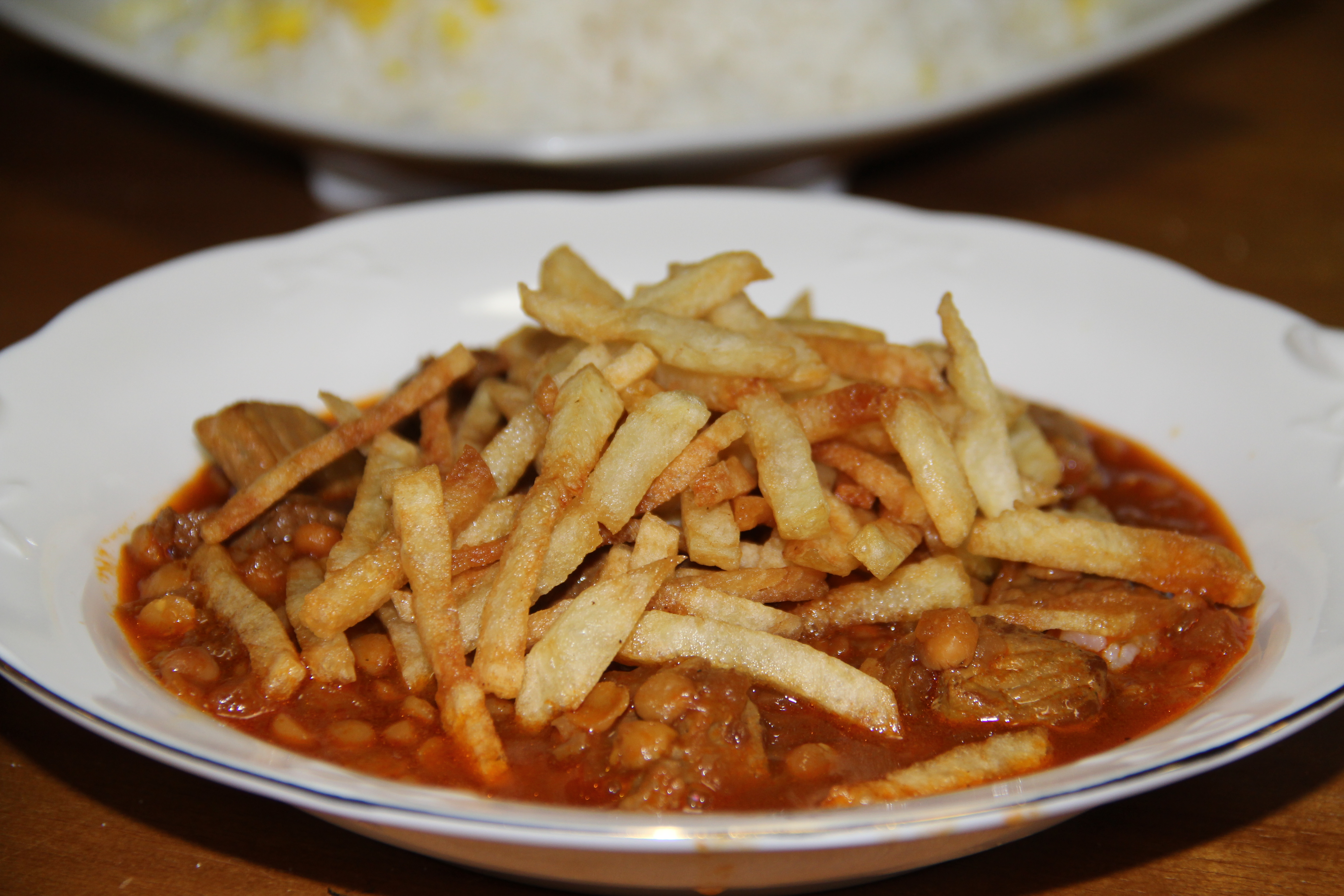
Khorech gheimeh.
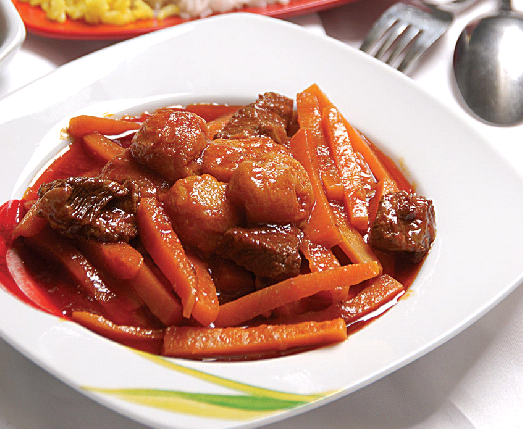
Khorech havidj.
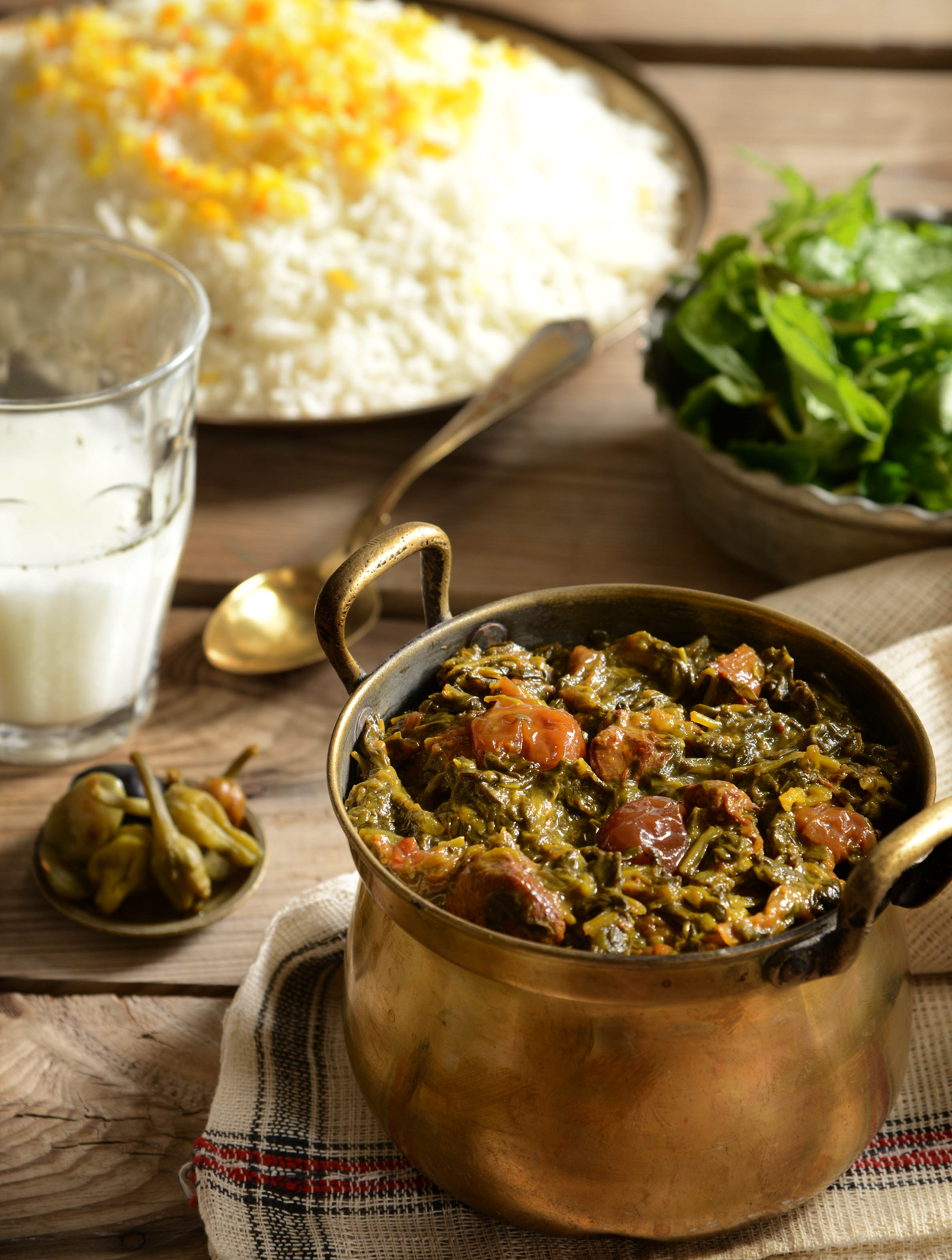
Khorech alou esfenadj.
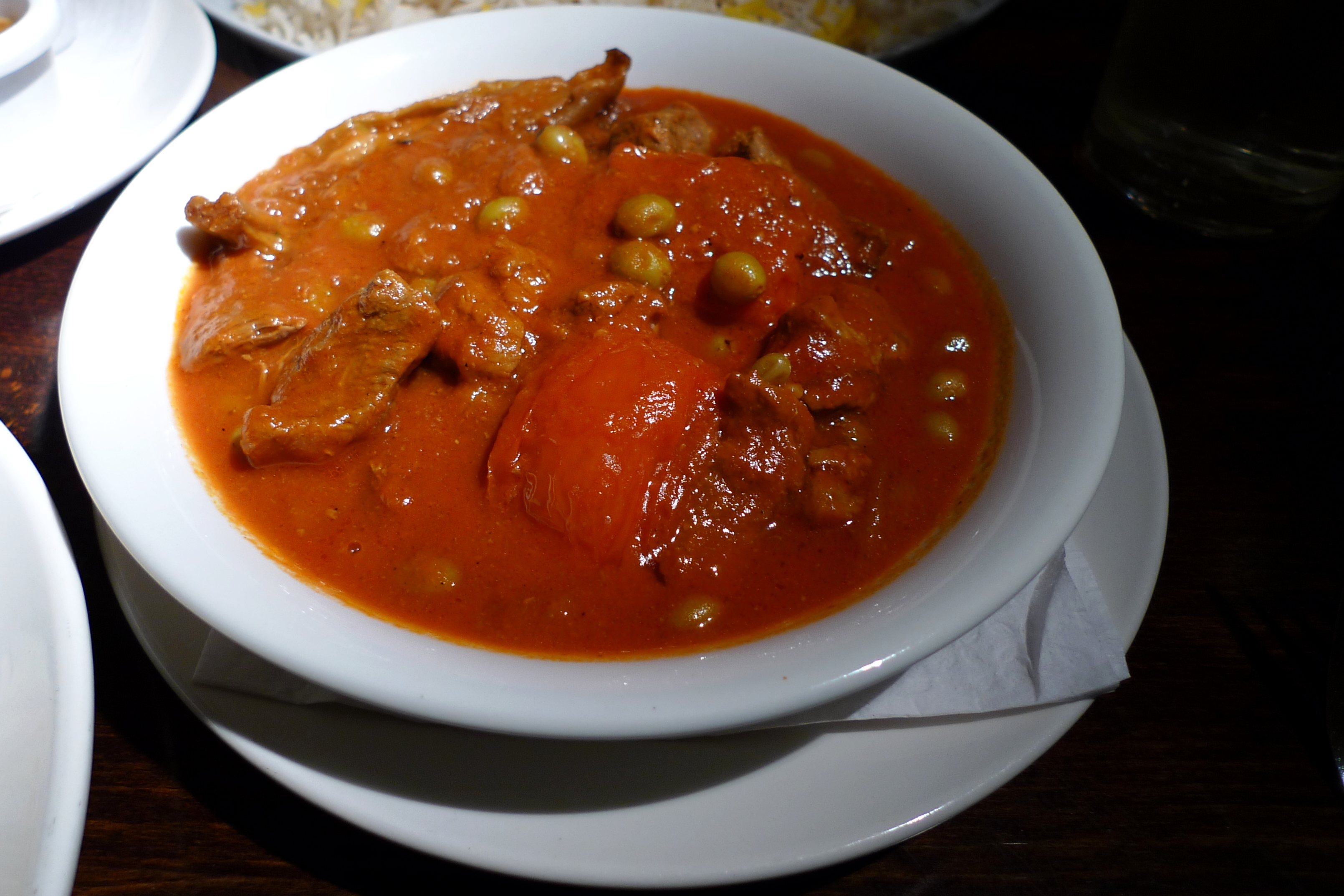
Khorech-e bademdjan.
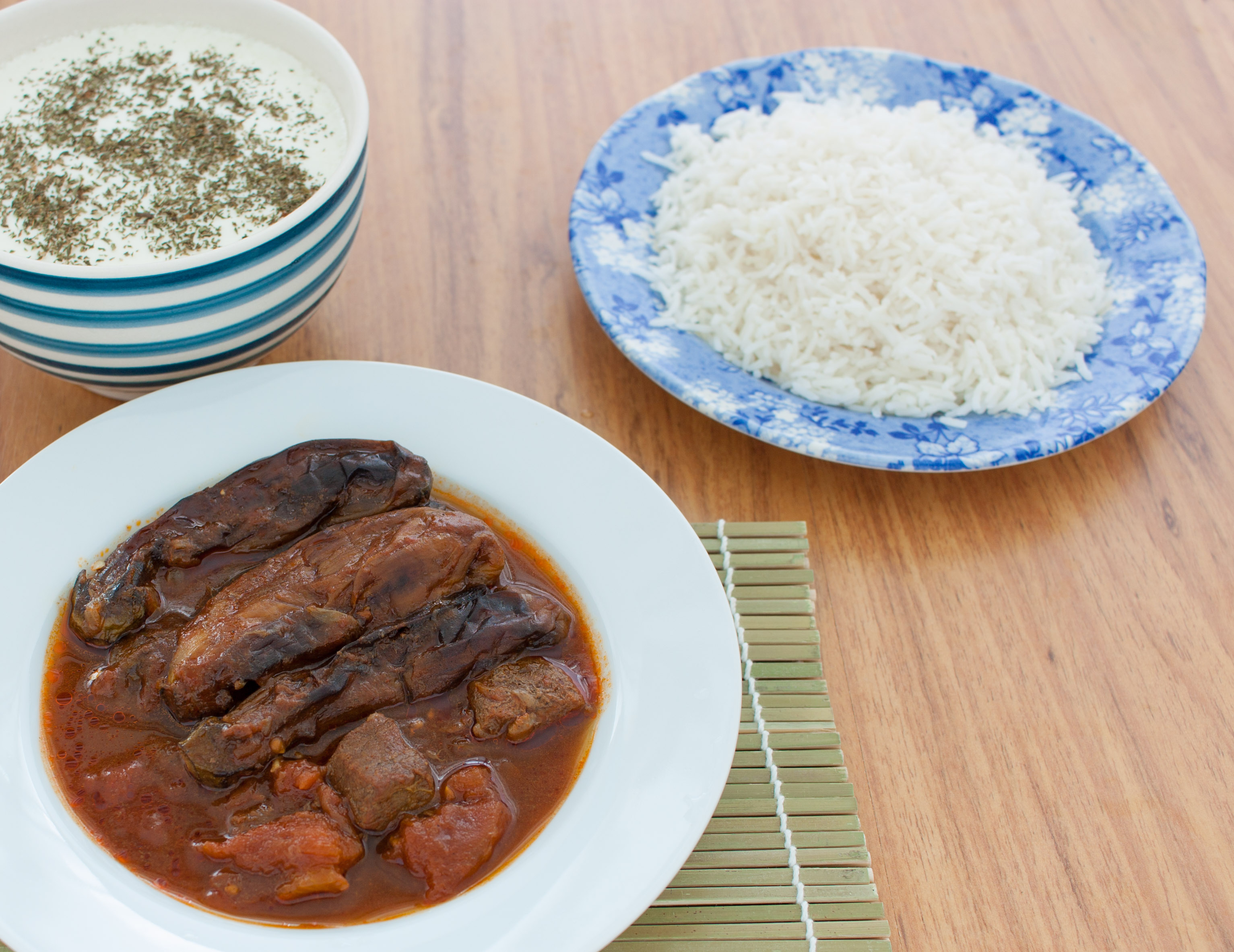
Khorech-e bademdjan.
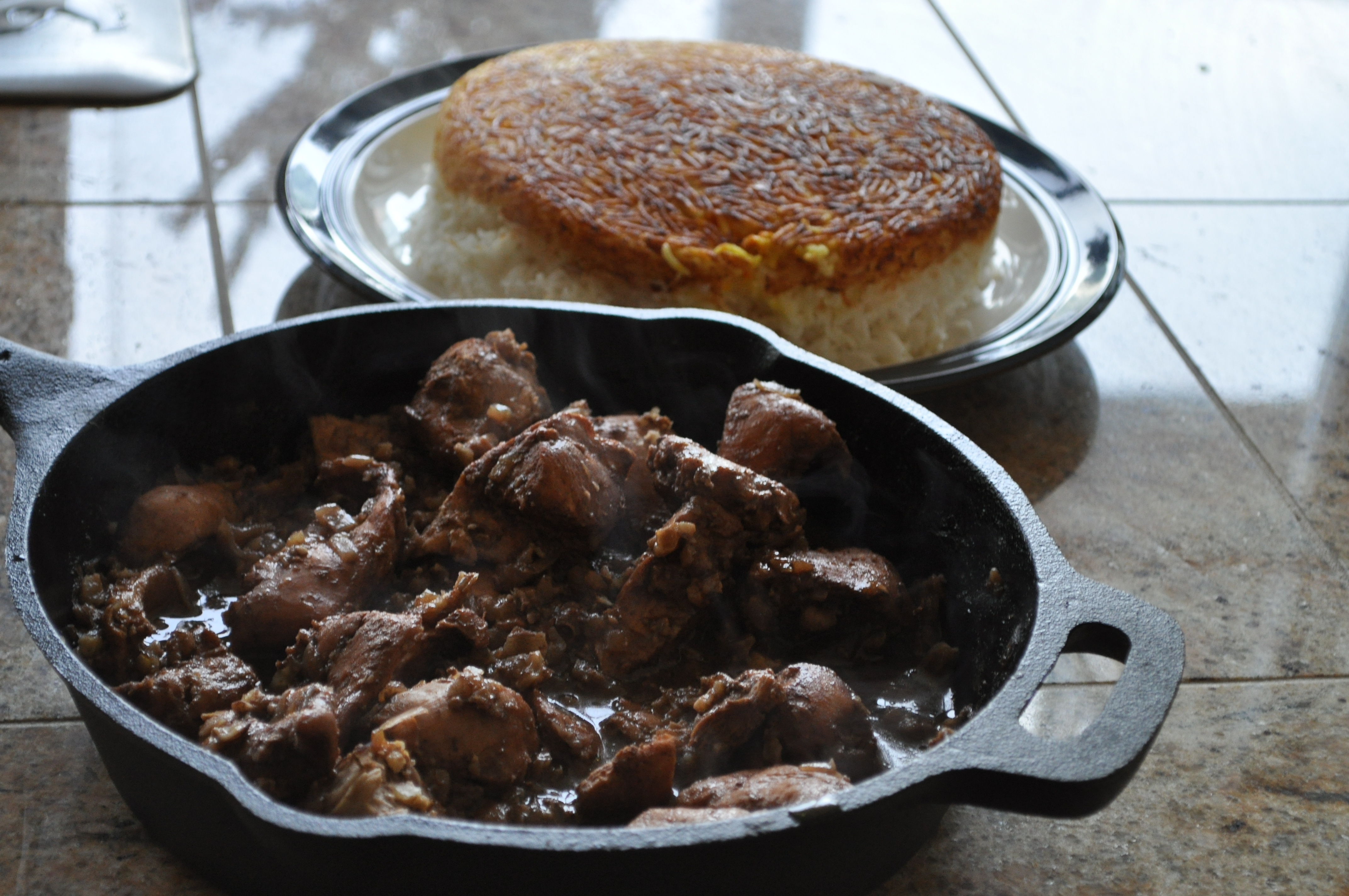
Khorech-e fessendjan.
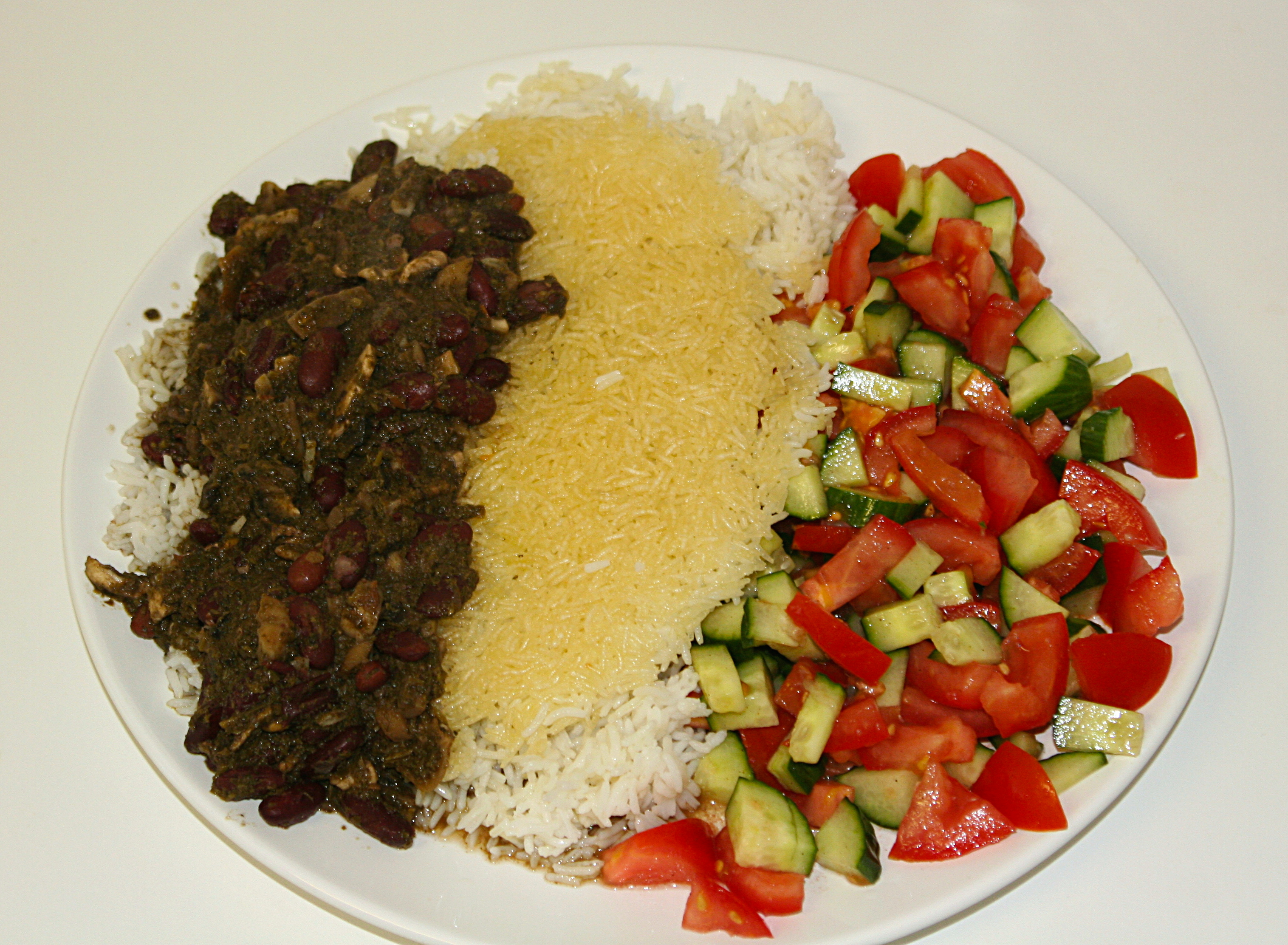
Ghormeh sabzi.
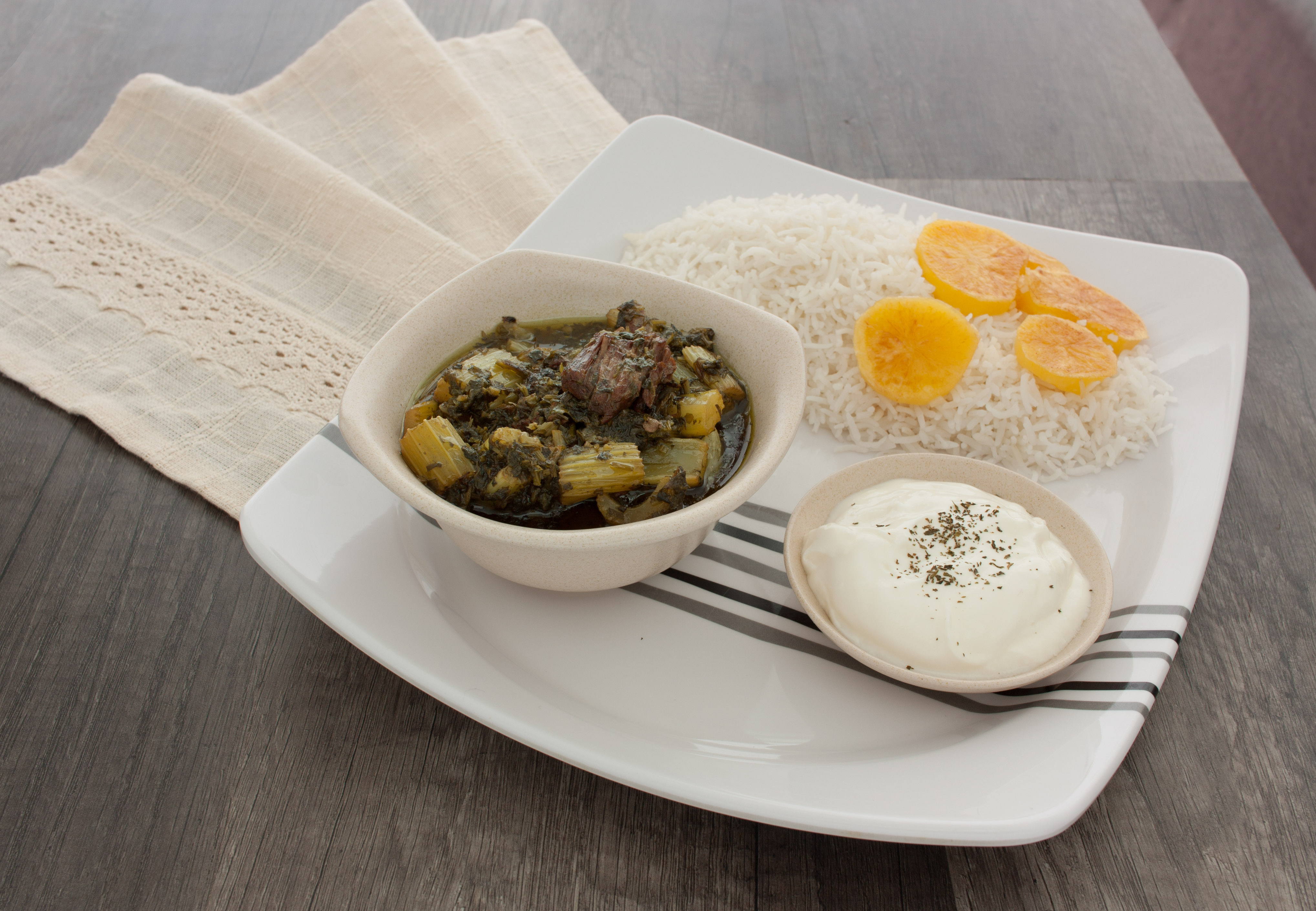
Khorech-e karafs.
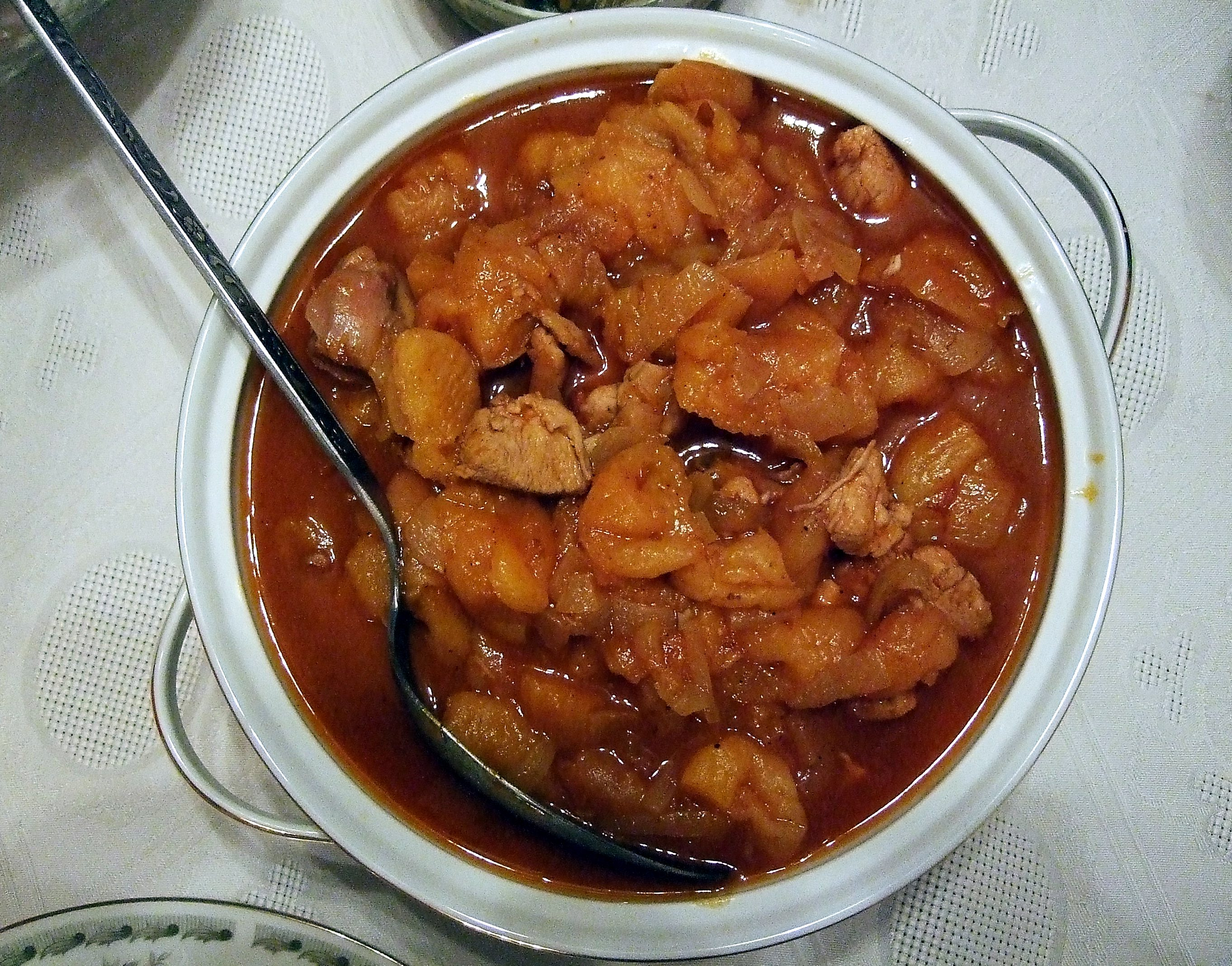
Khorech-e alou.
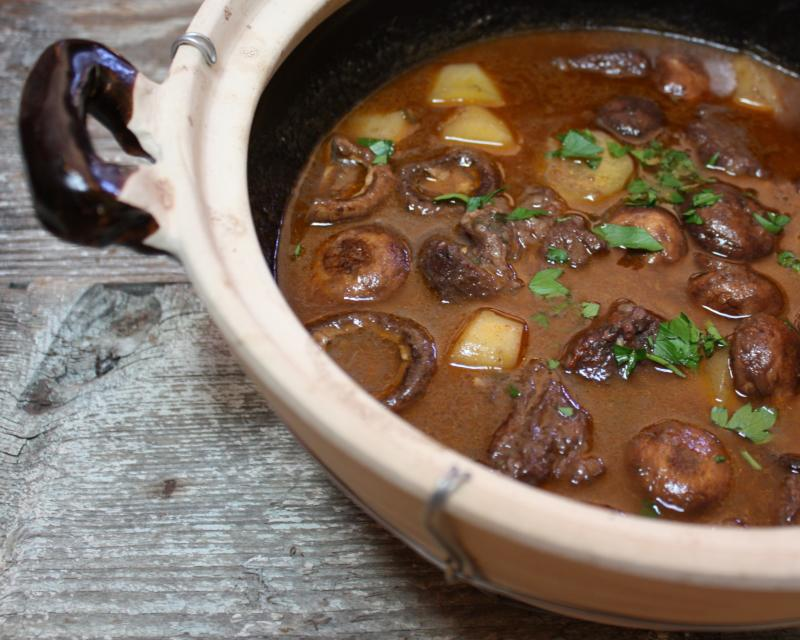
Khorech-e qartch.
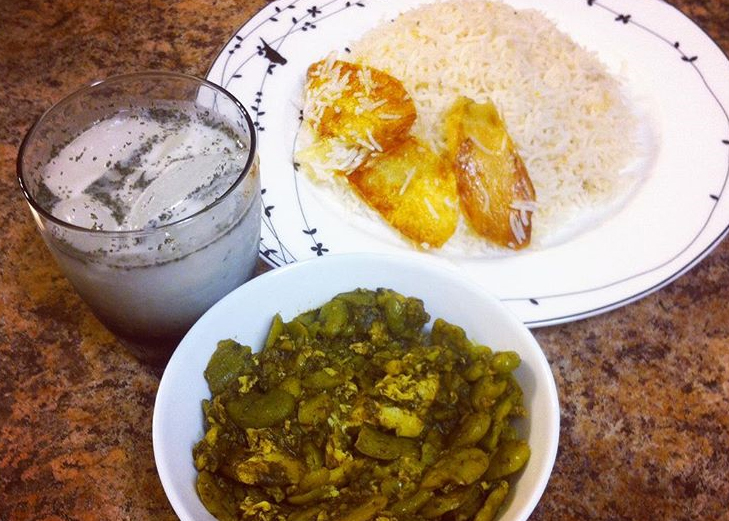
Baqala qatoq.